# Encinillas
Encinillas ist eine Gemeinde (municipio) in der spanischen Provinz Segovia. Sie liegt im Süden der Autonomen Region Kastilien und León, an der Nordwestabdachung der Sierra de Guadarrama. Sie hat 352 Einwohner (Stand: 2024). Zur Gemeinde gehört das Neubaugebiet Los Olmos.

## Geographie
Encinillas liegt etwa acht Kilometer nordnordwestlich vom Stadtzentrum von Segovia in einer Höhe von ca. 945 m. Durch den Südwesten der Gemeinde führt die Autovía A-601. 
Encinillas befindet sich innerhalb der Zone des kontinentalen mediterranen Klimas.

## Bevölkerungsentwicklung
| Jahr      | 1970 | 1981 | 1991 | 2001 | 2011 | 2021 |
| Einwohner | 123  | 77   | 79   | 75   | 195  | 319  |

## Sehenswürdigkeiten
- Vinzenzkirche (Iglesia de San Vicente Mártir)
- Antolinuskapelle
- Palast von Riofrío

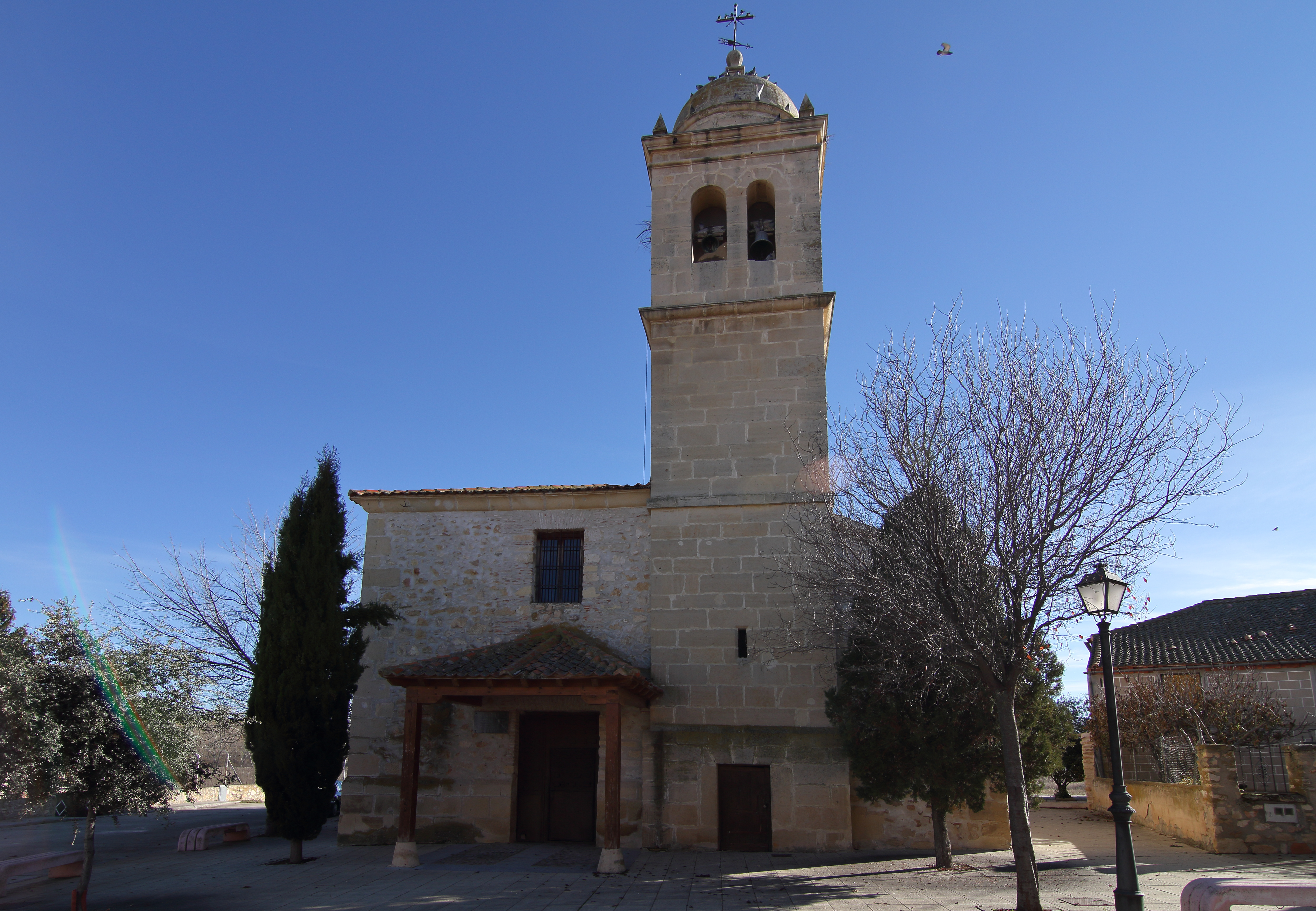
Vinzenzkirche
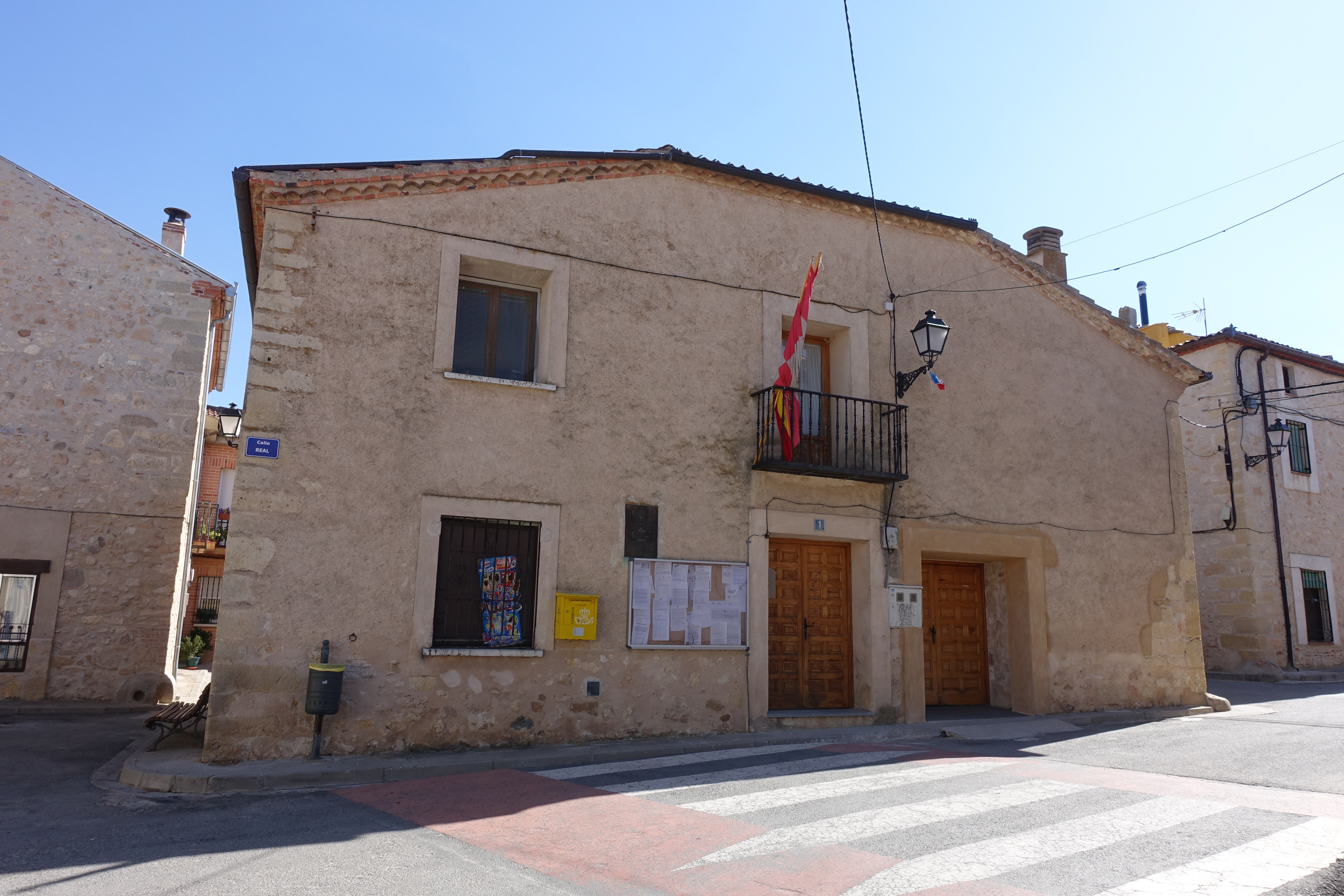
Rathaus